# Поворот на северо-запад
Поворот на северо-запад (фр. Virée de Galerne) — военная кампания Вандейской войны, которая проходила в октябре — декабре 1793 года в департаментах Мен и Луара, Бретань и Нормандия, и представляла собой серию сражений, которые ознаменовали поворотный момент в войне: до этого момента вандейцы преимущественно побеждали, но после поражения при Шоле (17 октября 1793 года) отступили, переправились через Луару и двинулись на северо-запад (точнее, север) в надежде соединиться с подкреплениями, ожидавшимися из Британии. Кампания получила свое название от французского слова «virée» (поворот) и бретонского — «gwalarn» (северо-западный ветер).
После поражения при Шоле (15-17 октября) окруженные вандейцы отступили на Сен-Флоран-ле-Вьей. Здесь 18 октября вся их армия переправилась через Луару менее чем за день и двинулась на северо-запад, чтобы завоевать какой-либо порт и способствовать высадке эмигрантов и британцев. Преемником д'Эльбе, смертельно раненого при Шоле был избран Анри де Ларошжакелен, который в возрасте 21 года стал самым молодым генералиссимусом Католической и королевской армии. Вандейскую армию сопровождали от 30 000 до 60 000 человек: раненые, священники, женщины и дети. Вскоре к ним присоединилось около 10 000 шуанов во главе с Жаном Коттеро, Жоржем Кадудалем и Эме Пике дю Буаги.
Севернее Луары республиканские войска, рассредоточенные и застигнутые врасплох, были разбиты в нескольких сражениях. Хотя до Гранвиля вандейцы выигрывали все свои сражения, но все же части синих под командованием Лешелля, Клебера, Вестерманна и Марсо не оставляли их преследования.
После поражения при Гранвиле повстанцы захотели вернуться в Вандею и заставили своих лидеров сделать обратный поворот. Вторая часть Virée de Galerne драматична: с приближением зимы люди начинают страдать от голода, истощения и таких болезней, как тиф и холера. Более того, каждый бой, даже победоносный, приводит к тому, что вандейцы теряют людей и не получают пополнений, в отличие от республиканцев. Повстанцы вынуждены грабить, чтобы выжить, а местное население, раздраженное боевыми действиями и эпидемиями, которые они принесли, отказывают им в поддержке.
В свою очередь, шуаны после нескольких поражений покинули вандейцев. Наконец, повстанцы достигли Анже, с целью пересечь Луару, но были оттеснены от реки республиканцами к Ансени. Нескольким тысячам человек удается переправиться через Луару, но остальная часть армии отступила к Ле-Ману, где была разгромлена, а затем её остатки, бежавшие на запад, были 23 декабря 1793 года окончательно уничтожены войсками генерала Клебера в сражении при Савене. 
Из 60 000-100 000 вандейцев, переправившихся через Луару в октябре, менее 5000 сумели вернуться в Вандею; все остальные были убиты либо в боях, либо умерли от болезней, либо погибли в результате репрессий.